# Juan Argüello del Castillo y Guzmán

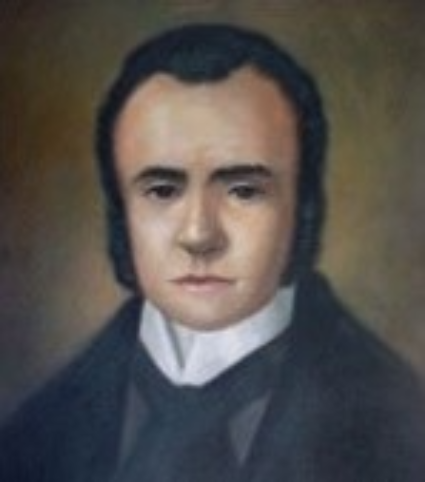
Juan Argüello del Castillo y Guzmán.

Juan Argüello del Castillo y Guzmán (* 1778 in Granada (Nicaragua); † 1830 in Guatemala) war von 22. April 1826 bis 14. September 1827 und von 5. August 1828 bis April 1829 Supremo Director der Provinz Nicaragua innerhalb der Zentralamerikanischen Konföderation.

## Leben
Juan Argüello del Castillo y Guzmán war Mitglied des Partido Federalista. Unter seinem Vetter, Supremo Director, Manuel Antonio de la Cerda war Juan Argüello stellvertretender Supremo Director.
Er klagte Manuel Antonio de la Cerda vor der verfassungsgebenden Versammlung an und übernahm das Amt des Supremo Directors im November 1825, nachdem die verfassunggebende Versammlung Manuel Antonio de la Cerda entlassen hatte. Die erste Verfassung der Provinz Nicaragua wurde am 22. April 1826 verkündet. Darin waren als Amtszeit des Supremo Directors vier Jahre festgelegt. 1826 rief Juan Argüello del Castillo y Guzmán Parlamentsneuwahlen aus.
Seine Gegner in der verfassungsgebenden Versammlung trafen sich am 17. September 1826 in Granada (Nicaragua) und wählten sich dort Pedro Benito Pineda als Supremo Director. Argüello sandte Truppen nach Granada, und im Februar 1827 gelang es diesen, Pedro Benito Pineda gefangen zu nehmen und ihn nach Leon zu bringen, wo Juan Argüello del Castillo y Guzmán befahl, ihn zu ermorden.
Cleto Ordóñez, der Generalinspektor der Armee der Zentralamerikanischen Konföderation, setzte Juan Argüello del Castillo y Guzmán mit einer Palastrevolte ab und rief Neuwahlen aus.
Nachdem Cleto Ordóñez mit seiner Regierung gescheitert war, kehrte Juan Argüello del Castillo y Guzmán am 5. August 1828 aus seinem Exil in El Salvador zurück und wurde wieder Supremo Director.
Im April 1829 ließ ihn die Regierung der Zentralamerikanischen Konföderation unter José Francisco Morazán Quezada nach Guatemala ausweisen.